# Муставуорі
Муставуорі (фін. Mustavuori, швед. Svarta backen, укр. Муставуорі — Чорна Гора) — квартал району Вуосаарі у Східному Гельсінкі, Фінляндія. Площа — 1,00 км², населення — 0 осіб. Паркова зона.